# Reichskuratorium für Wirtschaftlichkeit
Das Reichskuratorium für Wirtschaftlichkeit (Abkz. RKW) war ein von 1921 bis 1945 existierender Verein für die Rationalisierung der deutschen Wirtschaft.

## Verein
Das RKW wurde am 10. Juni 1921 im Hause des Vereins Deutscher Ingenieure in Berlin gegründet. Der Sitz war in Berlin. 1931 existierten reichsweit 150 Ausschüsse und Arbeitsgemeinschaften, mit 50 festangestellten und 4000 ehrenamtlichen Mitarbeitern.
Der Verein wurde aus öffentlichen Mitteln finanziert. Nach dem Carl Köttgen 1925 nach seiner Amerikareise das Buch "Das wirtschaftliche Amerika"  veröffentlichte, bewilligte der Reichstag dem Reichswirtschaftsministerium größere Mittel für das RKW.
Beim "Internationale Rationalisierungs-Institut" (IRAT) mit Sitz in Genf war das RKW im Verwaltungsrat vertreten.
Im Mai 1931 fand die erste große Diskussionstagung über das Thema "Mensch und Rationalisierung" statt.
1934 wurde durch das Reichswirtschaftsministerium ein Reichskommissar für das RKW bestellt.
Am 26. April 1938 fand eine große öffentliche Tagung in Berlin statt. Am 24. November 1939 wurde eine neue Satzung angenommen.

## Vorstand
- Carl Friedrich von Siemens, Vorsitzender des Vorstandes bis 1930
- Carl Köttgen, Vorsitzender des Vorstandes (1930–1934), ab 1939 Ehrenvorsitzender des Beirates
- A. Schilling, Geschäftsführer bis 1926
- Generaldirektor a. D. Hans Hinnenthal,  Geschäftsführer (1926–1930)
- D. Schäfer, Geschäftsführer ab 1930
- Fritz Reuther, Geschäftsführer ab 1937
- Georg Seebauer, Leiter ab 1935

## Ziele
Auf der Eröffnungsansprache der Mitgliederversammlung am 17. Dezember 1925 führte Carl Friedrich von Siemens aus:

„Alle Deutschen sind sich einig darüber, daß unsere heutige Produktion zu gering und daher zu teuer ist, und daß unsere Anstrengungen auf ihre Erhöhung gerichtet sein müssen. Die Ansichten gehen erst auseinander bei der Frage, wie eine Erhöhung und dadurch Verbilligung erzielt werden kann [...] 'Produktion pro Kopf', dieser Satz ist drüben [in den USA] kein umstrittenes Gebiet, sondern jedem, ob Chef des größten Hauses oder ob Lehrling, ob Parlamentarier oder Privatmann, Richtschnur seines Denkens. Zu den vornehmsten Arbeiten unseres Kuratoriums gehört es, diesen Grundsatz auf unsere Verhältnisse anzuwenden, die andere sind als die amerikanischen.“

Die Tagung des "Internationalen Rationalisierungs-Instituts" 1931 in Genf zum Thema „Für und Wider der Rationalisierung“ setzte sich mit dem Vorwurf gegen die Rationalisierung auseinander, diese sei die Ursache für Überproduktion und Arbeitslosigkeit durch zu weit getriebene Mechanisierung. Nach sehr heftiger Debatte wurde in einer Entschließung erklärt, dass es nicht gerechtfertigt sei der Rationalisierung, also der „vernunftmäßigen Gestaltung der Wirtschaft“, für die gegenwärtige wirtschaftliche missliche Lage die Verantwortung anzulasten.
Zur Auslegung des Begriffs der 'Rationalisierung' schrieb Vorstandsmitglied Hans Hinnenthal 1927:

„Schließlich kann man nicht verordnen, was unter Rationalisierung zu verstehen ist. Vielleicht ist sogar ein zugkräftiges Schlagwort besser als eine tiefschürfende Definition.“

## Publikationen
Publikationsorgan wie die monatlich erscheinenden "RKW-Nachrichten", mit einer Auflage von 12.000 Stück im Jahre 1932. 1929 erschien das "Handbuch der Rationalisierung".
Zwischen 1921 und 1941 wurden 140 Veröffentlichungen in Broschürenform herausgegeben.
Daneben wurde eine große Zahl von Richtlinien, Arbeitsunterweisungen, Merkblätter, Betriebsblätter, Maschinenkarten, Vordrucken und Lehrmaterial publiziert.
1934 erschienen 250.000 Maschinenkarten, 70.000 Vordrucke für Arbeitszeitmessung und Verrechnung, 35.000 Betriebsblätter, 10.000 Blätter für Stanzereitechnik und 10.000 Betriebsblätter.